# Janusz Kusociński
Janusz Tadeusz Kusociński (Warschau, 15 januari 1907 - Palmiry, 21 juni 1940) was een Poolse atleet, die gespecialiseerd was in het langeafstandslopen. Hij werd olympisch kampioen op de 10.000 m en vestigde wereldrecords op de 3000 m en 4 Engelse mijl.

## Biografie
Het grootste succes van zijn sportieve loopbaan boekte Kusociński op de Olympische Spelen van 1932 in Los Angeles. In de olympische recordtijd van 30.11,4 versloeg hij de Finnen Volmari Iso-Hollo (zilver; 30.12,6) en Lasse Virtanen (brons; 30.35,0).
Twee jaar later, bij de Europese kampioenschappen van 1934, werd hij tweede op de 5000 m en vijfde op de 1500 m.
In de Tweede Wereldoorlog trad Kusociński toe tot het Poolse leger en raakte tot tweemaal toe gewond. Na zijn genezing was hij actief in het Poolse verzet tijdens de Duitse bezetting. Op 26 maart 1940 werd hij door de Gestapo gearresteerd en gevangengezet in de Mokotówgevangenis. Tijdens verhoren werd hij zwaar gemarteld om bekentenissen af te dwingen. Drie maanden later was hij een van de prominente Polen die door de Duitsers bij de bossen van Palmiry werd gefusilleerd.
Te zijner ere wordt sinds 1954 de Kusociński Memorial gehouden, de bekendste wedstrijd van de Poolse atletiek.

## Titels
- Olympisch kampioen 10.000 m - 1932
- Pools kampioen 800 m - 1932
- Pools kampioen 1500 m - 1930
- Pools kampioen 5000 - 1929, 1930
- Pools kampioen 10.000 m - 1939
- Pools kampioen veldlopen - 1929, 1930, 1931

## Persoonlijke records
| Onderdeel | Prestatie | Jaar |
| --------- | --------- | ---- |
| 1500 m    | 3.54,0    | 1932 |
| 5000 m    | 14.24,2   | 1939 |
| 10.000 m  | 30.11,42  | 1932 |

## Palmares

### 1500 m
- 1934: 5e EK - 3.59,4

### 5000 m
- 1934:  EK - 14.41,2

### 10.000 m
- 1932:  OS - 30.11,4 (OR)

1912: Hannes Kolehmainen ·
1920: Paavo Nurmi ·
1924: Ville Ritola ·
1928: Paavo Nurmi ·
1932: Janusz Kusociński ·
1936: Ilmari Salminen ·
1948: Emil Zátopek ·
1952: Emil Zátopek ·
1956: Vladimir Koets ·
1960: Pjotr Bolotnikov ·
1964: Billy Mills ·
1968: Naftali Temu ·
1972: Lasse Virén ·
1976: Lasse Virén ·
1980: Miruts Yifter ·
1984: Alberto Cova ·
1988: Brahim Boutayeb ·
1992: Khalid Skah ·
1996: Haile Gebrselassie ·
2000: Haile Gebrselassie ·
2004: Kenenisa Bekele ·
2008: Kenenisa Bekele ·
2012: Mo Farah ·
2016: Mo Farah ·
2020: Selemon Barega ·
2024: Joshua Cheptegei
- Gemeinsame Normdatei: 1172353565
- World Athletics: 14558657
- International Standard Name Identifier: 0000 0001 0897 5812
- Library of Congress Control Number: n82145020
- Nationale Bibliotheek van Tsjechië: js2014825828
- Nationale Bibliotheek van Polen: a0000001183091
- Virtual International Authority File: 48118877
- WorldCat: E39PBJxCByHPDpdDJk7pdrTvHC